# 馬自達OHV引擎列表
雖然目前馬自達所有的輕型車款（kei car）都委託鈴木汽車代工製造，不過1960年代與1970年代之間都使用自製的OHV頂桿式汽門機構引擎。

## CC型
排氣量359c.c.的CC型引擎為氣冷式直列二缸二衝程之設計，缸徑61.0mm、衝程61.5 mm，引擎壓縮比8.2:1。最大馬力23ps / 5,500rpm、最大扭力3.3kgm / 4,500rpm。車型：
1. 1969年-1973年：馬自達Porter Cab

## AA型
排氣量359c.c.的AA型引擎為水冷式直列二缸二衝程之設計，缸徑61.0mm、衝程61.5 mm，引擎壓縮比10.0:1，搭配單化油器後可輸出最大馬力35ps / 5,500rpm、最大扭力4.0kgm / 4,500rpm。車型：
1. 1972年-1976年：馬自達Chantez
2. 1973年-1976年：馬自達Porter
3. 1973年-1989年：馬自達Porter Cab

## DA型
358c.c.水冷式OHV四行程直列四缸DA型引擎的缸徑46mm、衝程54mm，引擎壓縮比10.0:1。該具引擎曾是世界上最小的量產四行程汽車引擎，此紀錄後來被本田汽車的356c.c.直列四缸AK250E型引擎改寫。馬力輸出可分成：
1. 最大馬力18ps / 6,800rpm，峰值扭力2.1kg·m / 5,000rpm[1]。
2. 最大馬力20ps / 7,000rpm，峰值扭力2.4kg·m / 5,000rpm[2]。

車型：
1. 1961年-1968年：馬自達B360
2. 1962年-1970年：第一代Carol
3. 1968年-1973年：馬自達Porter

## RA型
586c.c.水冷式OHV四行程直列四缸RA型引擎算是DA型的加大版，其缸徑54mm、衝程64mm，最大馬力28hp。車型：
1. 1961年-1968年：馬自達B600
2. 1962年-1964年：馬自達P600

## SA型
排氣量782c.c.水冷式OHV直列四缸SA型引擎之缸徑58mm、衝程74mm，最大馬力達42ps / 6,000rpm，峰值扭力6kg·m / 3,200rpm，壓縮比8.5:1。由於該具引擎之汽缸頭以鋁合金製成，打開引擎蓋時可見其白色外殼，馬自達遂以「白色引擎」（（日語）白しエンジン）作為推銷用詞。車型：
1. 1963年-1968年：第一代323
2. 1966年-1975年：第一代Bongo

## PB型
987c.c.水冷式OHV直列四缸PB型引擎之方形缸徑與衝程均為68mm，最大馬力依調校程度可輸出48至58ps不等。車型：
1. 1963年-1968年：馬自達1000

## TA型
排氣量1,139c.c.的TA型引擎採水冷式、直列四缸、頂置汽門設計，缸徑70mm、衝程74mm，引擎壓縮比7.8:1。最大馬力46ps / 4,600rpm，最大扭力8.0kg·m / 3,000rpm，極速為87km/hr。車型：
1. 1959年-1962年：馬自達T1100
2. 1959年：馬自達D1100

## TB型
1,169c.c.水冷式OHV直列四缸TB型引擎之缸徑70mm、衝程76mm，並使用日立製造的化油器，具8.6:1的壓縮比。最大馬力達68ps / 6,000rpm、最大扭力則為9.6kg·m / 3,000rpm。車型：
1. 1968年-1978年：馬自達1200

## UA型
1,484c.c.水冷式OHV直列四缸UA型引擎之缸徑75mm、衝程84mm，可區分成幾個亞型：搭載於D1500四輪貨車的亞型最大馬力60ps / 4,600rpm、最大扭力10.4kg·m / 3,000rpm，而第一代B1500的亞型最大馬力59hp，但第二代B1500因為改善了引擎的汽缸頭與閥門，且把原本的側吸式化油器（sidedraft carburetor）改為下吸式（downdraft carburetor），最大馬力增至72ps / 5,200rpm、最大扭力12.0kg·m / 3,400rpm。車型：
1. 1956年-1971年：馬自達T1500
2. 1958年-1962年：D1500
3. 1961年-1965年：第一代B1500
4. 1965年-1971年：第二代B1500
5. 1965年-1977年：馬自達Kraft

## UB型
排氣量1,484c.c.的UB型同樣仍屬水冷式OHV四缸設計，不過稍作改良。最大馬力60ps / 4,600rpm，最大扭力10.4kg・m / 3,000rpm。車型：
1. 1956年-1971年：馬自達T1500

## VA型
水冷式OHV四行程直列四缸VA型引擎之排氣量為1,985c.c.，最大馬力81ps / 4,600rpm，峰值扭力15.5kg・m / 2,000rpm。車型：
1. 1962年-1974年：馬自達T2000
2. 1965年-1972年：馬自達Light Bus
3. 1970年-1973年：馬自達Pathfinder XV-1
4. 1971年-1980年：第一代Titan
5. 1972年-1982年：第一代Parkway

## VB型
水冷式OHV直列四缸VB型引擎同樣為1,985c.c.。車型：
1. 1962年：D2000（馬自達Romper後繼車款）

## 內部連結
- 馬自達引擎列表
- 馬自達輕型車引擎列表